# Назло рекордам!?
Телеспортивный журнал «Назло рекордам!?» — российская телевизионная юмористическая передача о спорте, изначально возникшая на ТВ-6, позже перешедшая на телеканал 7ТВ. Слоган передачи: «Быстрее! Выше! Смешнее!». Тележурнал не имел аналогов ни на российском, ни на зарубежном телевидении.

## История
Первоначально передача была задумана как подводка к смешным сюжетам из американской спортивной хроники, запечатлённой на любительское или профессиональное видео. Автором этой идеи был Иван Демидов. Он предоставил творческому коллективу кассеты с записями передачи Super Sport Follies и предложил авторам написать к ним забавные комментарии (эти кассеты в тот момент находились в распоряжении видеоархива ТВ-6 и лежали «мёртвым грузом»). Крайне однобокий характер показываемых клипов подтолкнул группу создателей, оставшихся на ТВ-6 после ухода оттуда программы «Раз в неделю», переработать первоначальный формат, и в результате этой работы появились на свет такие популярные персонажи, как Папа и Сын Звездуновы, доктор Шанс, фанаты Серьган и Мишган, певец «Спортивный бард Розенблюм», футбольные телекомментаторы Владимир Маслёнко, Виктор Гусь и прочие.
Многие фразы из передачи стали крылатыми, например, текст футбольной кричалки: «Оле-оле-оле, Россия — вперёд! Оле-оле-оле, „Спартак“ („Торпедо“, „Динамо“, ЦСКА, „Зенит“) — чемпион!».
В январе 1999 года программа была закрыта на ТВ-6 в связи с изменением концепции вещания на телеканале и нараставшими финансовыми проблемами. Архив выпусков «Назло рекордам!?» периода ТВ-6, по словам Сергея Белоголовцева, был полностью размагничен во времена работы в бывших помещениях МНВК телеканала ТВС.
В 2001 году программу планировали восстановить на неназванном центральном телеканале, но её показ тогда не состоялся. В 2002 году спортивный канал 7ТВ возродил передачу, и уже 4 мая 2002 года она снова вышла в телеэфир. На 7ТВ она просуществовала конец телесезона 2001—2002 годов и весь телесезон 2002—2003 годов, не пользуясь прежним успехом. В 2003 году у телеканала начались финансовые проблемы, вследствие которых «Назло рекордам!?» прекратили производить. Далее, с 2003 по 2006 год, а также осенью 2009 года на 7ТВ демонстрировались повторы лучших выпусков телепередачи.

## Рубрики передачи
- «Назло новостям!?»
- «Интервью у бровки» (бортика)
- «Уроки футбола с Владимиром Маслёнко» (пародия на комментатора Владимира Маслаченко)
- «На футболе с Виктором Гусём» (пародия на программу «На футболе с Виктором Гусевым»)
- «Фитилистический журнал „Назло“» (пародия на киножурнал «Фитиль»)
- «Дуршлаг со шлангом» (зарядка с ведущей Дубиной Редковицкой)
- «Академия спортивной травмы»
- «Уроки спортивного мужества»
- Скрытая камера газеты «Спорт-экспромт» (аллюзия на газету «Спорт-Экспресс»)
- Фан-клуб. Кричалки от Серьгана и Мишгана[15]
- «Наша колючка». Частушечники Бабурин и Мужиков (пародия на куплетистов Николая Бандурина и Михаила Вашукова)
- «Никакий Агоньич. Оздоровление по мне» (пародия на народного целителя)

## Постоянные персонажи
- Сергей Белоголовцев — спортивный комментатор Владимир Маслёнко (пародия на Владимира Маслаченко); Сергей Геннадьевич Звездунов; фанат Серьган; частушечник Бабурин
- Михаил Шац — спортивный комментатор Виктор Гусь (пародия на Виктора Гусева); спортивный комментатор Михаил Шуткин (аллюзия на Василия Уткина); 399-я ракетка мира — теннисист Андрей Гаськин (возможно, аллюзия на Андре Агасси), доктор Шанс; фанат Мишган; футбольный функционер Вячеслав Полозков; частушечник Мужиков; ведущий рубрики «Скрытая камера»
- Татьяна Лазарева — внештатница Таня; ведущая рубрики «Дуршлаг со шлангом» Дубина Редковицкая (пародия на Регину Дубовицкую)
- Павел Кабанов — ведущий рубрики «Русский кач» Александр Македонский (возможно, аллюзия на актёра и культуриста Александра Невского), стилист Сергей Зверьков (аллюзия на Сергея Зверева)
- Андрей Бочаров — Андрей Звездунов; целитель Никакий Агоньич
- Александр Толоконников — спортивный бард Александр Розенблюм (пародия на Александра Розенбаума). Позднее этот персонаж перекочевал в программу «БИС».

В эпизодах также участвовали Пётр Винс и другие участники команды КВН «Дети лейтенанта Шмидта».